# Nessumアライアンス
Nessumアライアンス(旧名称：HD-PLCアライアンス)は、有線・無線・海中などあらゆるメディアで利用可能な通信技術Nessumの普及拡大・通信互換性確保・国際標準化活動を目的とした任意団体である。 

## 概要

### Nessumアライアンスの活動内容

#### 「簡単」で「安定」した通信環境作り
1. 異社機種間の通信互換試験の実施
2. 機器製造事業者、電材・建設・電工配線業者・SIer等への啓蒙活動

#### Nessum方式の利便性訴求
1. Nessumを快適に採用・利用頂くためのプロモーション活動
2. Web発信、セミナー
3. SNS、プレス発表等の広報活動、共同展示会 等

#### 家電/ビジネス/異業種機器間をつなぐ推進活動
1. 各業界団体との連携
2. 技術交流会、他アライアンス連携
3. 設置利用環境の情報共有
4. 規格標準化の推進

## 歴史
Nessum技術は、パナソニック社が2000年代当初に開発した電力線搬送通信の一つである「HD-PLC」技術がベースとなっている。HD-PLCは、当時HD高画質テレビ映像の部屋間伝送を目的として開発された高速電力線通信。
HD-PLCの普及拡大・通信互換性確保・国際標準化活動を目的として、2007年「HD-PLCアライアンス」設立。
HD-PLCはその後、電力線通信に限らず、同軸線、ツイストペア線などの通信で使われはじめ、さらに無線通信でも活用が始まったことから、「HD」（High-Definition）、「電力線通信」、「PLC」（Power Line Communication）といった名称と、利用実態とが一致しない状況が生じていた。
そこで2023年9月、パナソニックホールディングス社は、HD-PLCの名称をNessumと改めた。それに伴い2023年10月、同アライアンスの団体名称は現在のNessumアライアンスに改名された。